# Navaja de Albacete
La navaja de Albacete es una herramienta manual de funciones diversas originaria de la ciudad española de Albacete. Es uno de sus elementos más característicos y simbólicos, máximo exponente de la cuchillería de Albacete y cuenta con una tipología y características propias que la dotan de un valor cultural específico.

## Historia
El origen de la navaja clásica de Albacete se remonta a la cultura musulmana, siendo documentada desde el siglo XVI. Su uso se generalizó en el siglo XVII, con el consiguiente aumento de la demanda. 

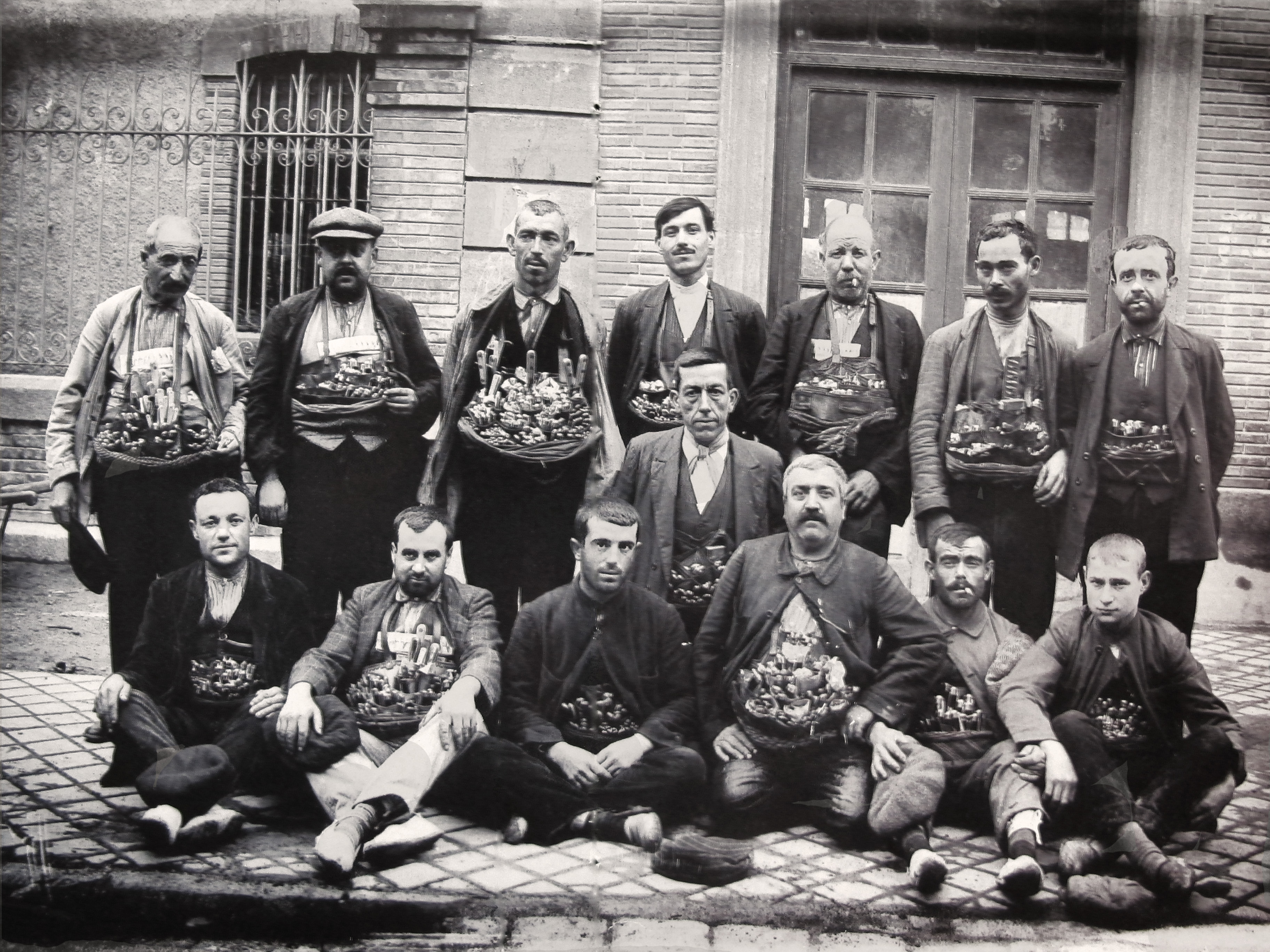
Figura histórica de los vendedores ambulantes de navajas de Albacete

En el siglo XIX, con la llegada del ferrocarril a Albacete, en 1855, se vio favorecida la comercialización al facilitar y abaratar el transporte de las materias primas y de los pedidos. Este hecho dio lugar a la aparición de la figura de los vendedores ambulantes de navajas, quienes, con expositor al cinto, salían a la estación y ofrecían su mercancía a los viajeros. 
A partir del segundo cuarto del siglo XIX las grandes dimensiones de las navajas de ataque-defensa despertaban interés en los viajeros que visitaban Albacete. En el siglo XX la navaja se transformó en una herramienta y su tipología se diversificó. A principios del siglo XX su producción era masiva.
La acumulativa incidencia de las sucesivas reglamentaciones restrictivas, la aparición de nuevos gustos estético, la aplicación de ciertas operaciones y procedimientos de serialización, la utilización de nuevos material y la diversificación de los usos hicieron que surgieran y se consolidasen novedades estético-formales, especialmente en la segunda mitad del siglo XX, en la que la morfología de la navaja fue transformándose para adaptarse a las nuevas necesidades y modas.
A mediados del siglo XX gran parte de su producción se exportaba por todo el mundo, pero la pieza artesana, la gran valorada, tenía un gran mercado español. Desde el acero empleado, las empuñaduras de asta de ciervo y toro, de madera, de hueso o de marfil, hasta el filo o el abrillantado de cada una de las piezas, tienen algo especial que las diferencia de las navaja fabricadas en otras partes, tanto dentro como fuera del país.

## Tipología y evolución

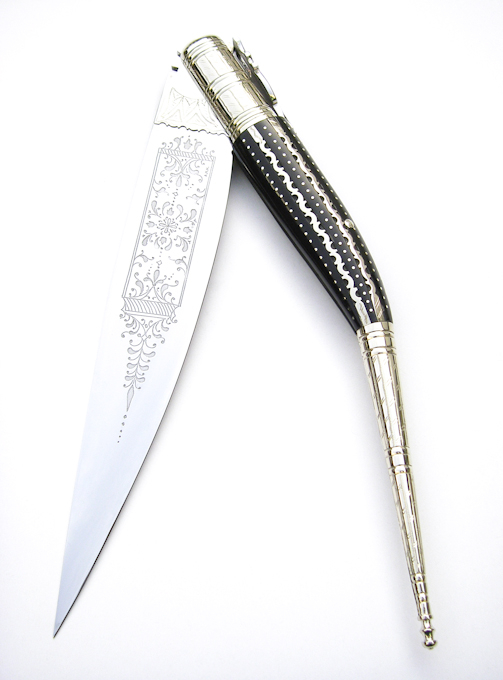
Ejemplo de una navaja artesana de Albacete

Dentro de la tipología de la navaja de Albacete, esta fue creándose poco a poco a base de la evolución de los propios modelos. La navaja de Albacete cuenta con doce modelos, aunque podría añadirse otro más, el de ventana. Los modelos se fueron creando de la siguiente forma: fieles, anilla, ventana, pastora, albaceteña, tranchete, lengua de vaca o capaora, punta espada, punta cortada, estilete, machete, sevillana y jerezana o bandolera.
- Navaja de fieles. Es el primer modelo de navaja que se creó. Es una navaja sencilla y consta de un mango y una hoja, carece de mecanismo de bloqueo o sujeción de la hoja, solo se sujeta la hoja al mango por un pasador llamado en el argot cuchillero «el fiel», de ahí su nombre.

- Navaja de ventana. Es el paso más importante en la evolución de la tipología en la navaja de Albacete. Nace el muelle, resorte de acero para bloquear la hoja y con ello tener la seguridad de que no se cerrará la navaja. En una punta del muelle lleva un rectángulo con una ventana donde se aloja la entrada de la hoja, para poder desbloquear la navaja se coge con los dedos y ayudándose de las uñas se levantaba el muelle para poder liberar la hoja. Por este sistema se le llamará navaja de ventana.

- Navaja de anilla. Es el siguiente paso en la evolución de la tipología de la navaja clásica de Albacete. Para poder desbloquear la navaja lleva una anilla en el extremo del muelle, donde se aloja la anilla para estira de ella y de esa forma poder liberar la hoja y poder cerrar la navaja, con esta anilla es más fácil cerrarla.

- Navaja pastora. Otro paso más en la tipología de la navaja clásica de Albacete. Se crea la palanquilla, trocito de acero alojado en un extremo del muelle, más cómodo que el cierre de anilla, sistema que aún perdura. La hoja es un poco más ancha que las demás para ayudar al pastor a comer en el campo.

- Navaja clásica albaceteña. Con este modelo se afianzan las raíces de la navaja de Albacete. Su hoja es más estilizada que la pastora, en su mango aparecen unos adornos, se les llamaran virolas, en el extremo superior será llamada virola y en el inferior rebajo, estos pueden ser de distintos metales como acero inoxidable, latón, alpaca, plata, oro, etc. En sus inicios, las virolas eran totalmente lisas sin adornos. En su lado izquierdo lleva, como en las navajas anteriores, el muelle con la palanquilla, esta ya no desaparece en la tipología. El muelle podría ser de teja, por su forma, o de tetilla por su forma redondeada. Los materiales del mango podrán ser de varios materiales, como distintas maderas o cuernos. Después, por otras necesidades, como es el coleccionismo, se crea la navaja clásica de Albacete de lujo. Se empiezan a utilizar adornos en las virolas y en el mango y, por ese mismo objetivo, el coleccionismo sufrirá varios cambios en sus formas creándose otros modelos.

- Navaja punta de espada. Tiene una hoja más recta, se asemeja a una pequeña espada. Esta hoja no tiene la curva como la navaja clásica, en este caso comienza al 75 % de su longitud hacia la punta, el mango será un poco más estilizado para poder adaptarse a la forma de esta nueva hoja.

- Navaja machete. La hoja es igual que la navaja de punta espada, sin la pequeña curva que tiene esta última al final. La diferencia estriba en que el mango, la virola y el rebajo serán totalmente iguales teniendo el mango una simetría igual en su parte superior que en la inferior, los materiales siempre serán diversos como en todos los modelos.

- Navaja punta cortada. Este modelo nace a raíz de una prohibición, una ley creada por Práxedes Mateo Sagasta, que fue presidente del Consejo de Ministros en el periodo comprendido entre 1870 y 1902, prohíbe que las navajas y cuchillos terminen en punta, por ello los cuchilleros cortan la punta de la hoja para poder seguir fabricando navajas. Sin darnos cuenta, nace una nueva herramienta, la navaja de injertar, utilizada por los campesinos para poder injertar los árboles, etc. Ellos siempre llevaban un cuchillo con la incomodidad de no poder cerrar la hoja, de esta forma llevarían en el bolsillo una herramienta para poder trabajar cómodamente en el campo.

- Navaja tranchete. Este modelo se crea como herramienta para la recolecta de la uva, los agricultores usan tijeras, pequeñas hoces... Se crea así la navaja tranchete que sería mucho más cómoda a la hora de portarla, la hoja tiene forma de una pequeña hoz, por ello sustituye a la hoz, el mango tendrá en su parte inferior una forma convexa para poder albergar la forma que tiene la hoja.

- Navaja capaora o lengua de vaca. Se trata de otra herramienta útil. Este modelo de navaja es de hoja ancha y corta, por su forma es usada para castrar animales.

- Navaja estilete. Con esta navaja se puede decir que volvemos al coleccionismo, pero también tendrá un uso específico, pues por su forma es muy parecida a la punta de espada, pero mucho más fina. Al ser una navaja estilizada, se puede introducir su punta fina por un lado de un sobre y poder ayudarnos a abrirlo. Será una compañera en cualquier mesa de oficina.

- Navaja sevillana. Es una navaja muy similar a la albaceteña pero más estilizada.

- Navaja jerezana. Aunque también es llamada bandolera, parecida al modelo albaceteña, con hoja más curva y puntiaguda. Idónea para pinchar, de hecho era una navaja que llevarían los bandoleros para su defensa. Con este modelo se puede hablar de la carraca, que a la hora de abrir la navaja producía un ruido con la misión de intimidar al contrario, ruido producido por el paso de piñones por el muelle, igual que el producido por una carraca.

## Proceso de elaboración

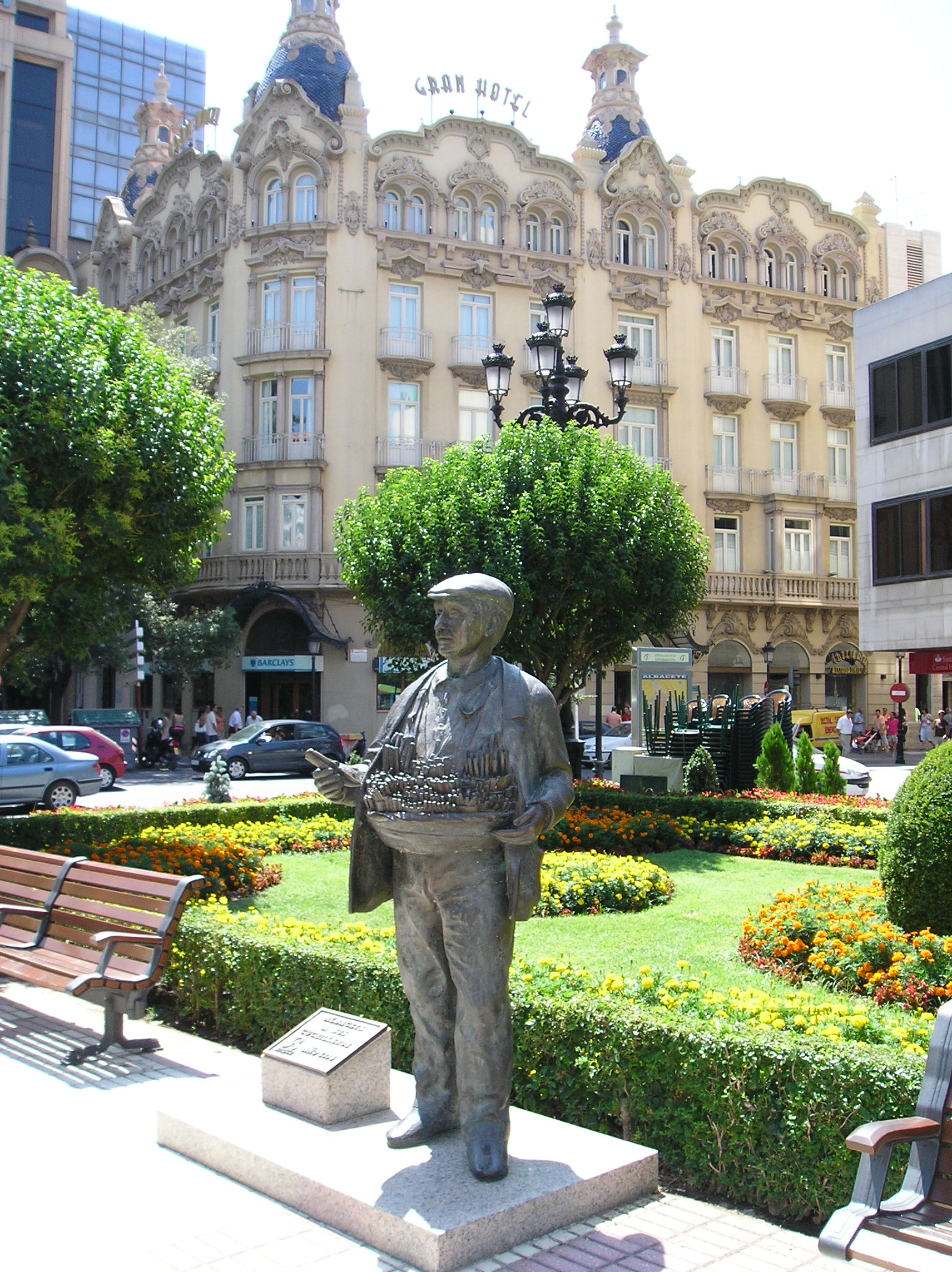
El monumento al Cuchillero representa al típico cuchillero albaceteño ofreciendo la navaja de Albacete con su cinto lleno de navajas

El proceso de elaboración artesanal de la navaja clásica albaceteña constaba antiguamente de un sinfín de operaciones y trabajos sobre el cuerno y el metal, en los que se ponía de manifiesto la destreza y la maestría del artesano. Dichas tareas se llevaban a cabo en exiguos talleres, sin apenas condiciones y, casi siempre, sin otra fuente de calor que el fuego de la fragua. Entre esas cuatro paredes, padres y maestros enseñaban a sus hijos y aprendices el oficio, el empleo de los utensilios necesarios para transformar cuernos y metales en cabos, muelles y hojas, y estos, en navajas. 
Los trabajos necesarios para la realización artesanal de la navaja clásica albaceteña se pueden clasificar en cinco grupos diferentes: la elaboración del cabo, la elaboración de la hoja, la elaboración del muelle, el montaje de la navaja y el acicalado de la misma. Para su elaboración se realizan más de 40 operaciones.

### Elaboración del cabo
El artesano escoge el cuerno que considera más apropiado para la elaboración del cabo de la navaja. Se sierra la punta –parte maciza del cuerno– separándola del resto. El cuerno se calienta en la fragua para ablandarlo y darle forma. Valiéndose de la hoz, el artesano elimina la parte quemada del cuerno, y de ese modo comienza a conformarse el cabo. Aún caliente, el cuerno, sujeto en el torno del banco, es forzado con las manos hasta alcanzar la forma deseada para el cabo. 
Se desbasta el cabo con la escofina, herramienta a modo de lima, de dientes gruesos y triangulares. Con la lima se rebaja la cabeza del cabo, y se le da la forma adecuada para poder recibir luego la virola. La cabeza del cabo, ya estajada, se presenta sobre una lámina de metal para cortar la virola, y de este modo no desperdiciar material. A golpe de martillo, en la bigornia (pequeño yunque con dos puntas opuestas), se da forma a la virola para encajarla en la cabeza del cabo. Los extremos superiores de la virola se liman, doblan y ajustan, envolviendo la cabeza. 
Con la lima se rebaja la punta del cabo y se le da la forma adecuada para
poder recibir luego el rebajo. Al igual que con la virola, una vez que la punta del cuerno esta estajada, se presenta sobre una lámina de metal para cortar el rebajo. A golpe de martillo, se da forma al rebajo y después se encaja y se ajusta a la punta del cabo. Utilizando el punzón y el escariador, se punza la virola y se agranda o redondea luego el agujero. Con el zompo o bomba se taladra la virola para su posterior clavado. 
El artesano fija la virola a la cabeza del cabo valiéndose de un fiel que clava y remacha. Una vez concluidas las anteriores operaciones, la navaja esta envirolada, es decir, tanto la virola como el rebajo ya están ajustados a la cabeza y a la punta del cabo. Valiéndose de una sierra de metal se sierra la cabeza del cabo. Se continúa serrando el cabo para poder alojar después la hoja de la navaja. Tras todas estas operaciones se dice que el cabo está «armao».

### Elaboración de la hoja
El forjado del acero para elaborar la hoja comienza en la fragua. Una vez hecho ascua el acero, se forja a golpe de martillo sobre el yunque para dar a la hoja la primera forma. La hoja vuelve nuevamente a la fragua antes de proceder a su templado. Este consiste en el cambio brusco de temperatura de la hoja como consecuencia de su inmersión en aceite y agua. Una vez templada la hoja, se procede a darle la forma deseada en la muela. Previamente, y mediante
una chapa, se eliminan los residuos alojados en la piedra de amolar, a fin de que esta recupere su porosidad. Los artesanos denominan a esta operación triscar la piedra. Con el amolado se conforma el recazo, el lomo, el talón, los vaceos y el filo: el acero se torna en hoja. 
El artesano con una lima da forma a los piñones en el talón de la hoja. Los piñones eran unas pequeñas incisiones a modo de dientes que producirán el típico ruido de carraca a su paso por la entrada del muelle. Igualmente, se conforma la entrada de la hoja, pequeña incisión rectangular practicada en el talón que al encajar en la entrada del muelle fija la hoja impidiendo su cierre. Antes de proceder a su montaje, la hoja vuelve a la muela. Allí el artesano le da la fina y un último repaso o, como decían, la repasaera y la fina. Tras estas operaciones la hoja ya estaba terminada y lista para su montaje.

### Elaboración del muelle

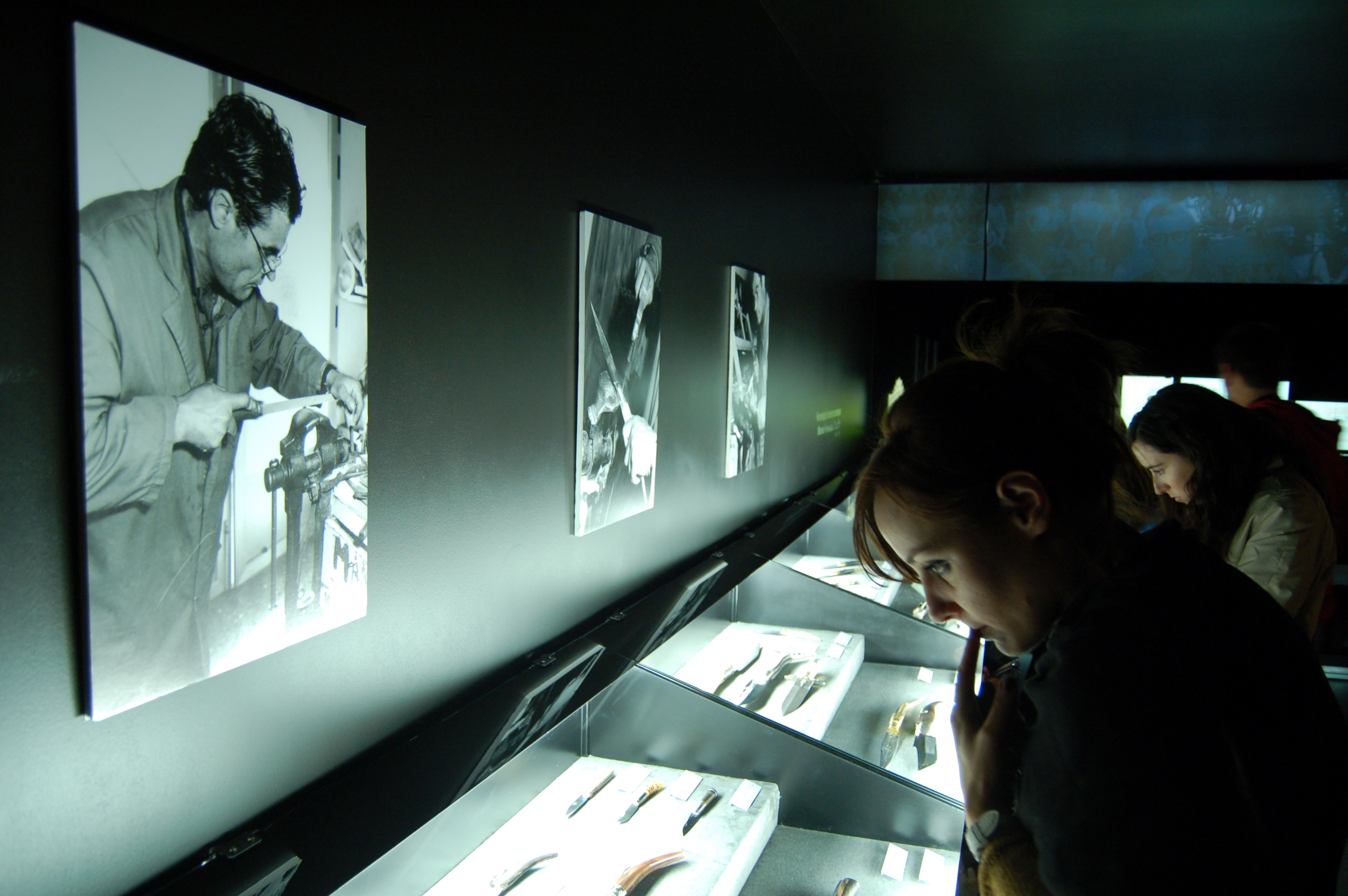
Historia de la navaja de Albacete en el Museo de la Cuchillería

Al igual que sucedía con la hoja, el acero destinado a elaborar el muelle tiene que ser caldeado en la fragua, y de este modo, prepararlo para su forjado. A golpe de martillo el muelle de la navaja es forjado en el yunque. Sobre el yunque, con una punceta y el martillo se perfora la pala del muelle. El resultado es la denominada entrada del muelle, pequeña ventana cuya función es la de fijar la hoja, y cuyo roce con los piñones de aquella daba lugar al inconfundible sonido de carraca. 
Asegurado el muelle en el torno del banco, el artesano conforma a base de lima los bracicos en
la pala del mismo, los cuales recibirían luego la palanquilla. También se estaja y da forma a los hombros y orejetas del muelle de teja. A golpe de martillo se comba y vuelve el muelle, dándole de este modo, la forma necesaria para su posterior alojamiento en el lomo del cabo de la navaja. El muelle pasa a la muela para su desbastado y pulido. Con esta operación el muelle es objeto de un nuevo pulido y repasado mediante una piedra de amolar más fina. Por último se le da brillo y lustre, quedando listo para su montaje.

### Montaje de la navaja
El artesano presenta ambas entradas –la del muelle y la de la hoja– para comprobar su ajuste. Se comprueba el ajuste perfecto del muelle y el cabo. Para ello, previamente, se estaja un rebaje en el lomo del cabo para que de este modo los hombros y orejetas del muelle se acoplen perfectamente al mismo. La palanquilla era la pieza que hacía posible el cierre de la navaja y que
se engarza en los bracicos de la pala de muelle. Se elabora a partir de una pequeña lámina de acero o alpaca que el artesano cortaba con la cizalla y conforma la lima. 
Otra vez el peculiar zompo o bomba entra en acción en manos del artesano, para taladrar los hombros del muelle. Antes de proceder a clavar el muelle, se coloca una pequeña cuña de caña o de madera en el interior del cabo para que el muelle se fije al mismo manteniendo siempre el hueco necesario para albergar la hoja. Una vez efectuada dicha operación, muelle y cabo se une con un fiel que es clavado y remachado. Con el roceteador el artesano prepara la virola avellanando el agujero y, de este modo, se consigue que, una vez clavada y remachada la hoja, no sobresaliera la cabeza del fiel. La última operación del montaje de la navaja consiste en unir la hoja y cabo mediante un fiel que se clava y remacha.

### Acicalado de la navaja
El acicalado de la navaja artesana está constituido por las operaciones de limpieza y abrillantado de todos sus elementos, y es la última fase de su proceso de elaboración. En primer lugar, se procede al refinado y rascado del asta con una lima muy fina y un rascador, para así borrar las huellas y estrías del escofinado y el estajado. Después, el cabo se lustra y abrillanta con el pulidor de trapo. Todos los elementos de la navaja, esto es, hoja, cabo –y dentro de este, virola y rebajo–, muelle y palanquilla reciben, finalmente, el último aderezo o, lo que es lo mismo, la última pasá.

## La navaja de Albacete en la literatura

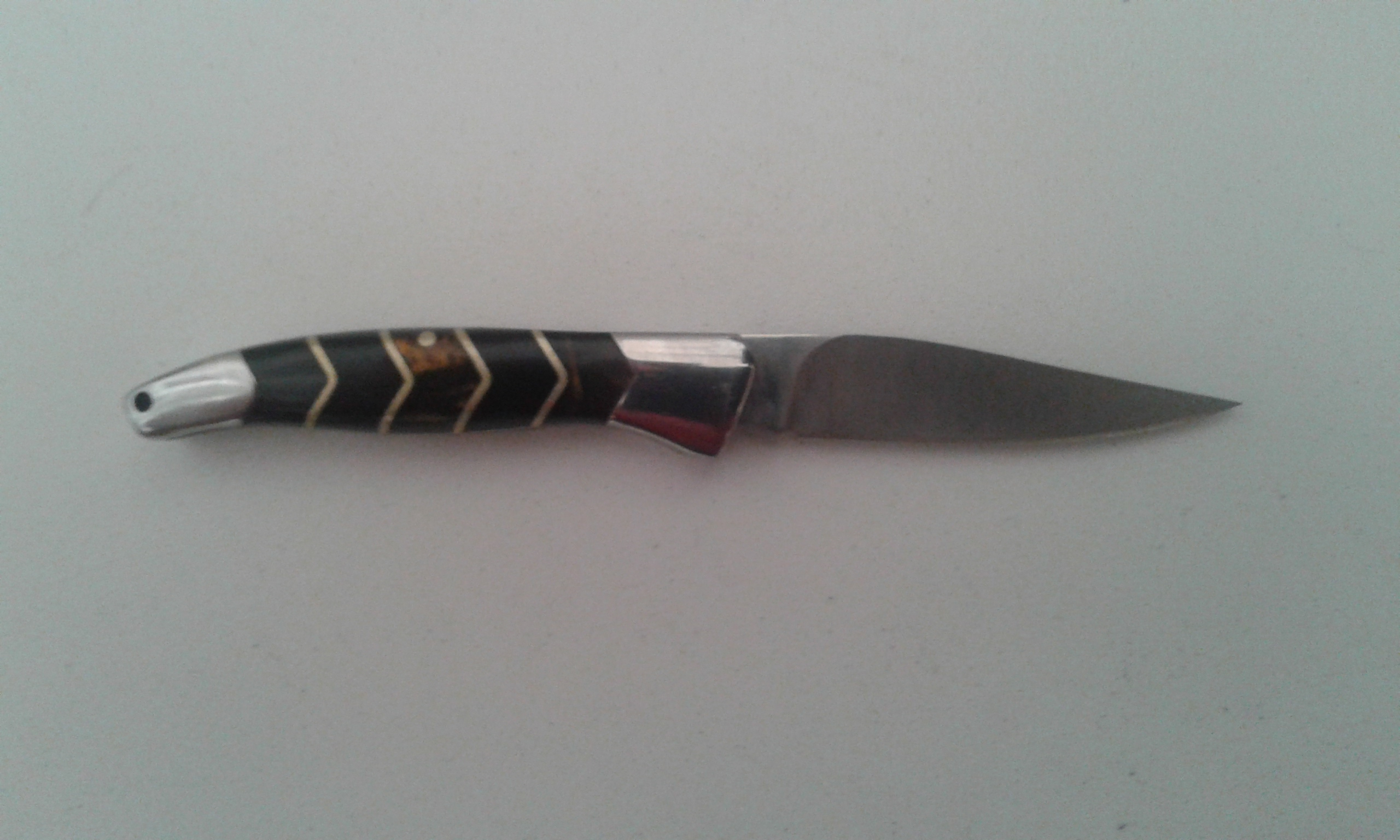
La navaja de Albacete inspiró a Federico García Lorca en algunos de sus poemas

Pocas veces la imagen de una comunidad está tan ligada a un producto artesanal y tan representada por él; Albacete, su solo nombre evoca un instrumento que se identifica con la ciudad, y que no es otro que la navaja. Muchos son los escritores que se han hecho eco de esta indisoluble unión.
Para Théophile Gautier la navaja de Albacete tenía «un sabor árabe y bárbaro muy característico». Jean Charles Davillier la definió como «una de las cosas de España». Gustave Doré relató que, a su llegada a Albacete, «apenas se había parado el tren cuando ya fuimos asaltados por vendedores de navajas». Federico García Lorca se refirió a ella de la siguiente forma:

En mitad del barranco
Las navajas de Albacete,
bellas de sangre contraria

relucen como peces.
Federico García Lorca

## Monumentos

### Navaja de Albacete
La escultura de la navaja de Albacete es una reproducción a gran escala de una navaja clásica de Albacete que se encuentra emplazada en la plaza de la Concordia, frente al Recinto Ferial de Albacete, como homenaje a la cuchillería de la capital albaceteña.

### Navajas conmemorativas del centenario de la feria
En el pasado quince navajas gigantes decoradas artísticamente conmemorativas del tercer centenario de la confirmación de la Feria de Albacete fueron monumentos que poblaron los rincones de la capital.

## Tradición
La tradición histórica reza «no regalar la navaja ni siquiera a un amigo, sino vendérsela, a cambio de un precio simbólico, porque de no hacerlo así, se cortaría la amistad». Para que la tradición se cumpla el precio simbólico podría ser, por ejemplo, un céntimo o un euro.

## Reconocimientos
La navaja clásica de Albacete está declarada Bien de Interés Cultural con la categoría de bien inmaterial.